# Bernard Fokke
Bernard či Barend Fokke, někdy znám i jako Barend Fockesz, byl fríský kapitán lodi Nizozemské Východoindické společnosti v 17. století. Proslul podivnou rychlostí svých plaveb z Holandska na Jávu v  Holandské Indii. Například v roce 1678 tuto vzdálenost urazil za 3 měsíce a 4 (či 10) dny a doručil tamnímu guvernérovi Rijckloffovi van Goens svazek dopisů dle jejichž datování byla ověřitelná doba plavby.
V pozdějších dobách mu byla vztyčena socha na ostrůvku Kuipertje nedaleko přístavu v Batávii, posléze zničená Angličany roku 1808.
Rychlost jeho plaveb způsobila, že začal být svými současníky podezříván z toho, že užívá pomoci Ďábla, a je často považován za předobraz kapitána legendárního Bludného Holanďana, lodě duchů odsouzené věčně plout po oceánech.